# التفاصيل الصغيرة
التفاصيل الصغيرة (بالإنجليزية: The Little Things )‏ هو فيلم جريمة، إثارة أمريكي من إخراج جون لي هانكوك وبطولة طاقم تمثيلي كبير مثل دنزل واشنطن،رامي مالك وجاريد ليتو عرض الفيلم في الولايات المتحدة ومصر يوم 29 يناير 2021.

## القصة
إرسال نائب عمدة مقاطعة كيرن جو ديكون إلى لوس أنجلوس لما كان ينبغي أن يكون مهمة جمع أدلة سريعة. بدلاً من ذلك ، يتورط في البحث عن قاتل متسلسل يرهب المدينة.

## طاقم التمثيل
- دينزل واشنطن في دور جو «ديك» ديكون
- رامي مالك بدور جيم باكستر
- جاريد ليتو في دور ألبرت سبارما
- كريس باور في دور المحقق سال ريزولي
- ميخائيل هايت بدور فلو دونيغان
- تيري كيني في دور كابتن كارل فارس
- ناتالي موراليس في دور المحقق جيمي إسترادا
- إيزابيل أريزا بدور آنا باكستر
- جوريس جارسكي في دور المحقق الرقيب روجرز
- جلين مورشور في دور الكابتن هنري ديفيس
- صوفيا فاسيليفا بدور تينا سالفاتور
- جايسون جيمس ريختر في دور المحقق ويليامز
- جون كيم في دور الضابط هندرسون
- فريدريك كولر في دور ستان بيترز
- جوديث سكوت في دور مارشا
- مايا كازان بدور روندا راثبون
- تيفاني جونزاليس في دور جولي بروك
- آنا ماكيتريك بدور ماري روبرتس
- شيلا هولاهان في دور بيج كالاهان
- أوليفيا واشنطن في دور إيمي أندرس
- أبوني إن مايو بدور تمارا إوينج
- تشارلي ساكستون في دور فيليكس

## روابط خارجية
- التفاصيل الصغيرة على موقع IMDb (الإنجليزية)
- التفاصيل الصغيرة على موقع ميتاكريتيك (الإنجليزية)
- التفاصيل الصغيرة على موقع روتن توميتوز (الإنجليزية)
- التفاصيل الصغيرة على موقع ألو سيني (الفرنسية)
- التفاصيل الصغيرة على موقع أول موفي (الإنجليزية)
- التفاصيل الصغيرة على موقع فيلمافينيتي (الإسبانية)
- التفاصيل الصغيرة على موقع قاعدة بيانات الفيلم (الإنجليزية)
- التفاصيل الصغيرة على موقع ليتربوكسد (الإنجليزية)
- التفاصيل الصغيرة على موقع كينوبويسك (الروسية)

لم يتم العثور على روابط لمواقع التواصل الاجتماعي.